# Waterman pens

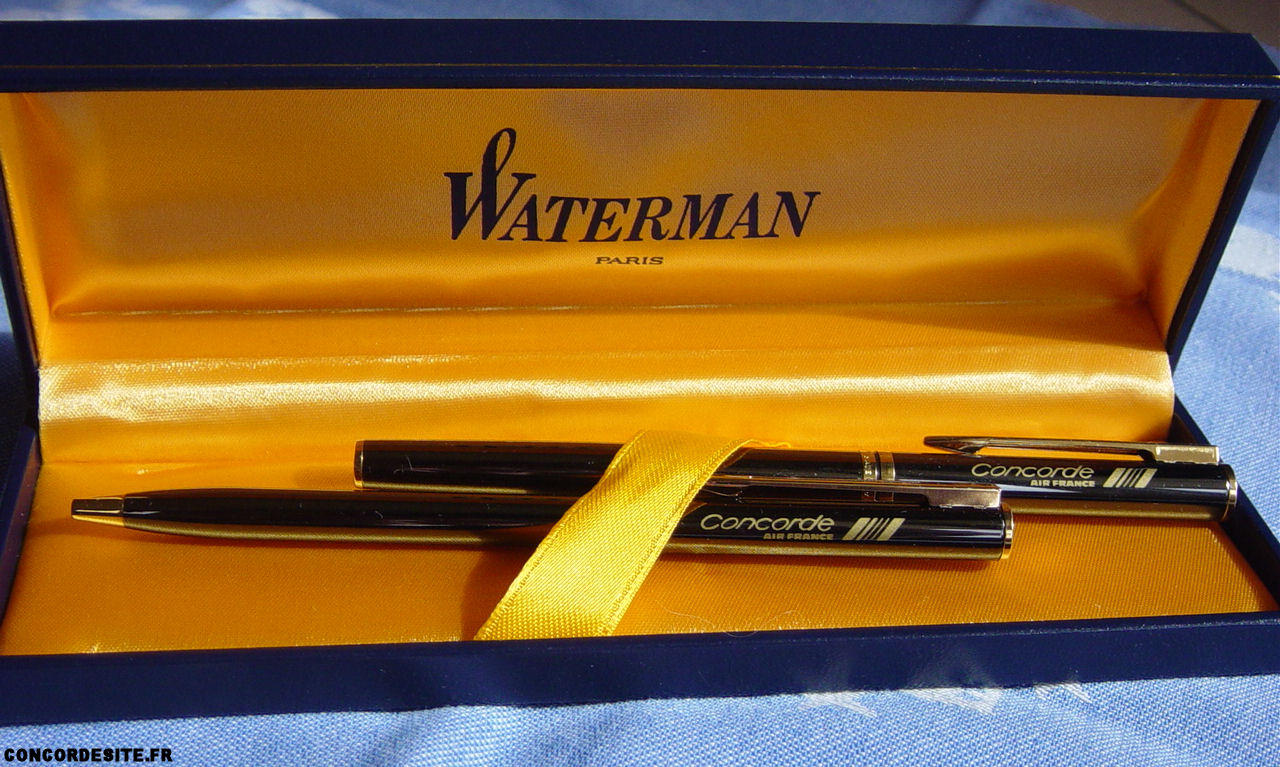
Waterman Concorde.

Waterman es el segundo fabricante mundial de plumas estilográficas. 
Es una empresa que produce y comercializa plumas estilográficas, bolígrafos, portaminas y rollers. Fundada en 1883 en Nueva York por Lewis Edson Waterman (20 de noviembre de 1836 – 1 de mayo de 1901), es una de las más antiguas compañías fabricantes de plumas que siguen operativas.
La principal aportación de Waterman fue el sistema de llenado mediante ranura lateral patentando en 1884. Basado en la acción capilar (capilaridad), su aplicación permite que la tinta fluya al plumín de modo constante, eliminando el molesto goteo al escribir. La pluma Regular fue la que incorporó esta novedad.

## Historia
Tras la muerte del fundador en 1901, su sobrino Frank D. Waterman se hizo cargo de la empresa, implantándola en el extranjero y aumentando las ventas hasta alcanzar las 350.000 plumas al año. En 1904, lanzó la pluma «clip-cap», con un clip remachado de seguridad que podía sujetarse al bolsillo. En 1907, la Safety Pen retráctil destaca por su gran fiabilidad en la resistencia al goteo y, en 1913, se inventó el sistema de llenado «por palanca y bolsa».
En 1927, un investigador francés inventó un cartucho de cristal para la tinta (patentado en 1936) que supuso una enorme transformación para el futuro de la pluma estilográfica. En 1953, Waterman abandonó el cartucho de cristal e inauguró la era de los cartuchos de tinta de plástico, lo que contribuyó a popularizar las plumas estilográficas.
Desde 1967, las plumas Waterman se fabrican en la planta de Saint-Herblain, cerca de Nantes, en Francia, en la que se producen cerca de 5 millones de unidades cada año. El 70 por ciento de la producción se exporta a 110 países.
En 2006, L.E. Waterman fue incluido en el National Inventors Hall of Fame (Museo Nacional de los Grandes Inventores).
La empresa Waterman fue adquirida por la sociedad Bic que salió a bolsa en 1958 con una fusión inversa; Bic vendería más tarde la división Waterman. 
Superando con éxito el desafío del bolígrafo, fue adquirida por The Gillette Company en marzo de 1987, que aumentó las ventas totales en un 40% con sus agresivas ventas en Norteamérica  y luego vendido a Sanford, una división de Newell Rubbermaid (ahora conocida como Newell Brands), junto con la Parker Pen Division, que Gillette adquirió en 1993.